# Українсько-американські відносини
Українсько-американські відносини — відносини між Україною та США. Україну як незалежну державу США визнали 25 грудня 1991. Дипломатичні відносини встановлені 3 січня 1992.
Після початку війни у 2014 році відносини між країнами значно зміцнилися завдяки наданню військової, економічної, політичної та інших видів допомоги Україні. США були беззаперечним лідером допомоги, з 24 лютого 2022 року за час повномасштабного вторгнення РФ в Україну лишаються державою, що виділила найбільше безпекової підтримки.

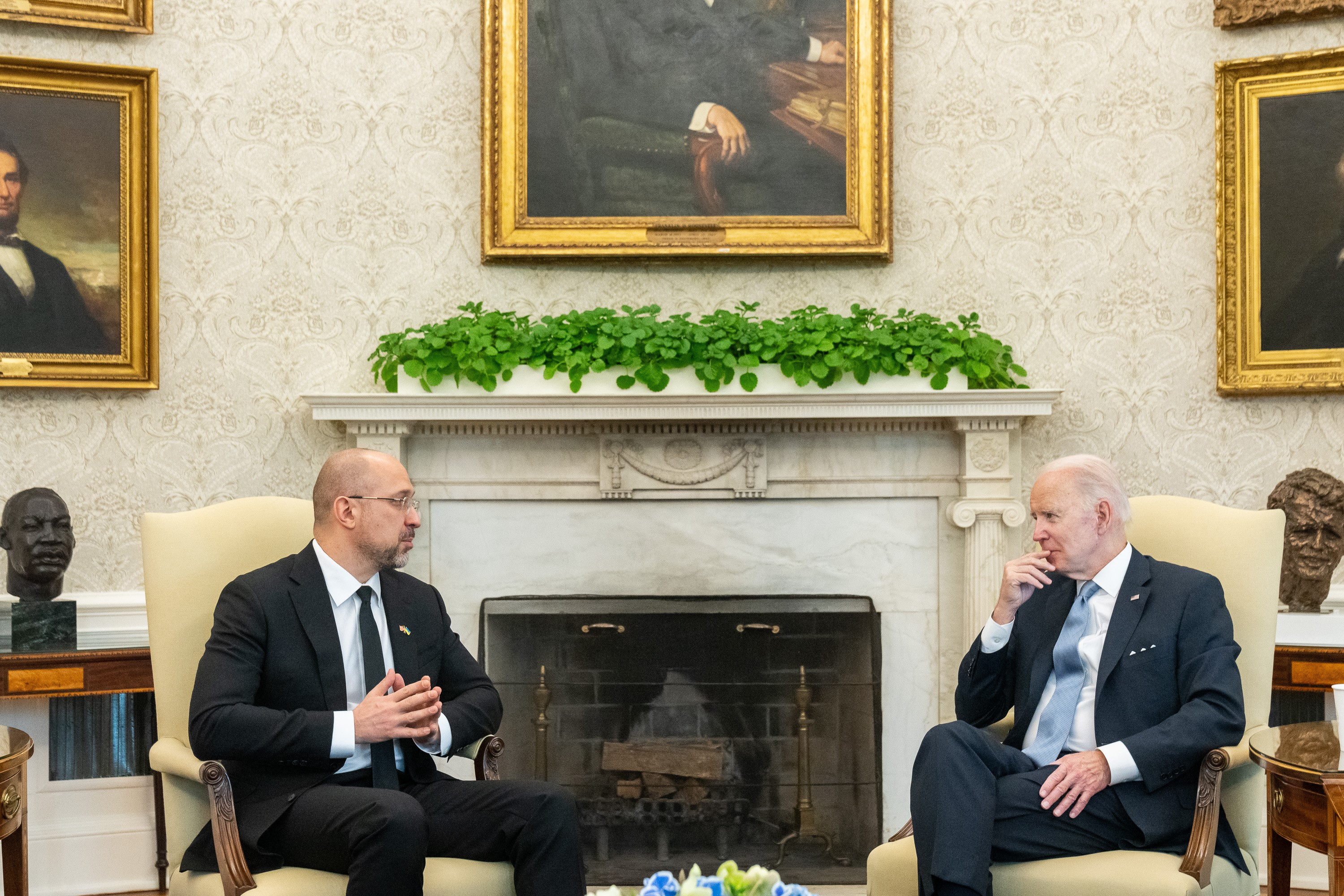
Джо Байден та Прем'єр-міністр України Денис Шмигаль, 21 квітня 2022. Вашингтон

Сполучені Штати ставлять за мету досягнення значного успіху України як вільної та демократичної держави з процвітаючою ринковою економікою, не визнають спробу анексії Криму Росією. Американо-українська Хартія про стратегічне партнерство підкреслює важливість двосторонніх відносин і постійне зобов’язання Сполучених Штатів підтримувати посилення взаємодії між Організацією Північноатлантичного договору (НАТО) та Україною.

## Історія

### Передісторія

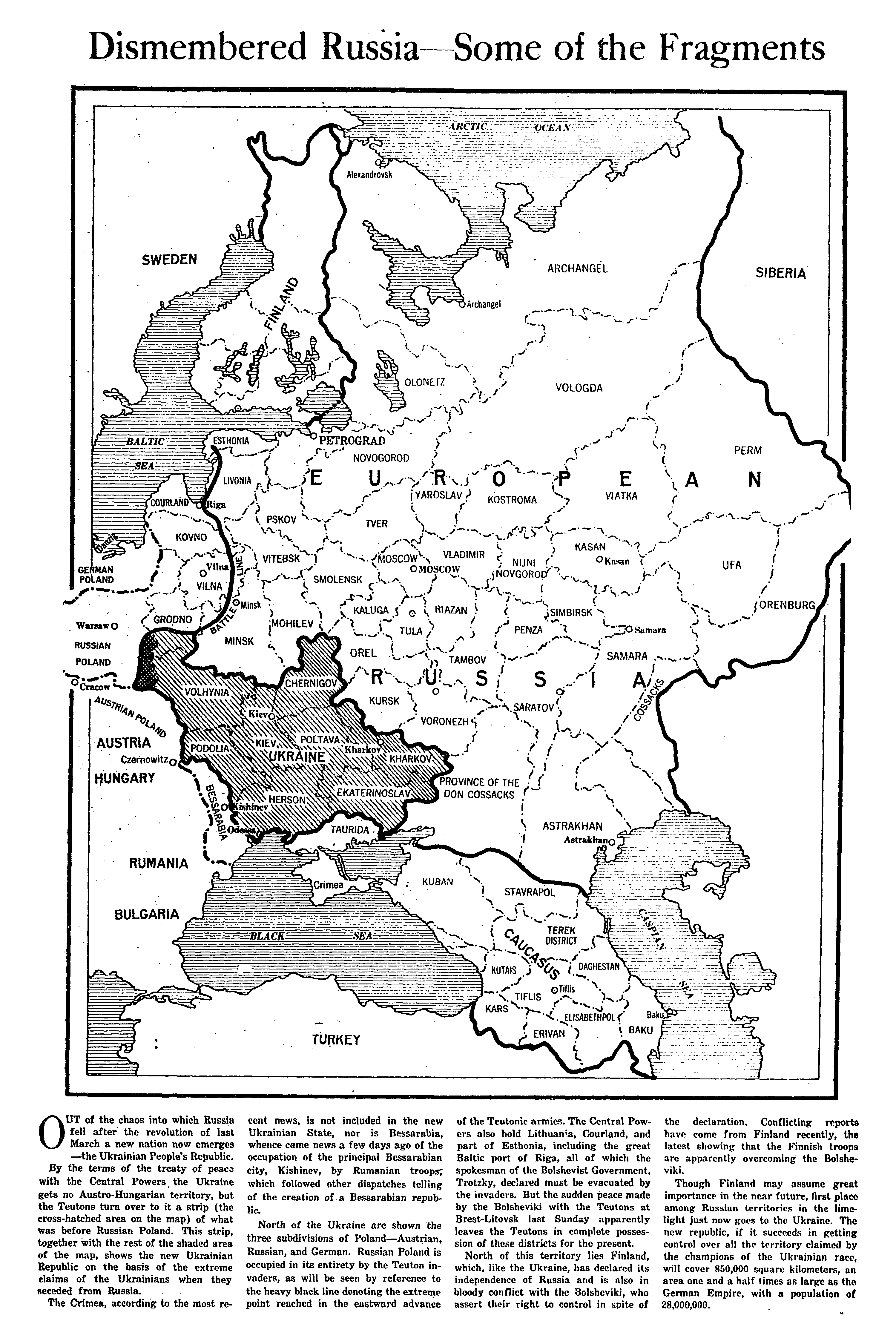
Стаття у Нью-Йорк Таймс з картою Української Народної Республіки

Після Другої Світової війни центр української політичної еміграції переміщується з Центральної і Західної Європи до США; у країні розташовуються органи влади УНР у вигнанні. У 1959 році резолюцією Конгресу США Україна була проголошена «поневоленою нацією». Автором проєкту резолюції був президент Українського конгресового комітету Лев Добрянський, пізніше — посол США на Багамах.

### 1991–1993
Нульовою, якщо не мінусовою точкою відліку українсько-американських відносин можна вважати промову Президента США Джорджа Буша, виголошену 1 серпня 1991 у Києві, в якій він однозначно висловився за збереження СРСР і підтримку М. Горбачова. В історію ця промова увійшла під назвою Chicken Kyiv («котлета по-київськи»), оскільки в англійській мові слово «chicken» має переносне значення «боягуз». Безпрецедентним для США було те, що відправляючись з Москви до Києва, Джордж Буш показав текст цієї промови радянському керівникові. Для США це був період болісної переоцінки зовнішньополітичних пріоритетів. Державний департамент дотримувався «московоцентричної тенденції», демонстрував фатальне нерозуміння глибинних процесів, що відбувалися на пострадянському просторі. З іншого боку, тверезомислячі політики, зокрема Дік Чейні, Збігнєв Бжезінський, Генрі Кісінджер та інші усвідомлювали необхідність визнання державної незалежності України, встановлення з нею повномасштабних міждержавних відносин. Однак протягом майже всього періоду 1991—1993 рр. ці політики були в меншості. Визнавши Росію єдиною правонаступницею СРСР, США фактично блокували політичні й економічні контакти з Україною.
Отож головною метою зовнішньої політики України на американському напрямі в цей період було здобути від США реальне визнання України як рівноправного партнера. 5—11 травня 1992 р. відбувся перший офіційний робочий візит Президента України Л. Кравчука до США. В ході візиту було підписано низку документів, зокрема політичну декларацію та меморандум про взаєморозуміння між урядами України та США. В політичній декларації вперше було зафіксовано формулу «демократичного партнерства» двох країн. Практика ж тодішніх українсько-американських відносин залишалася на тому ж рівні.
Головним конфронтаційним питанням цього періоду була проблема набуття Україною без'ядерного статусу. У засобах масової інформації США з'явилася серія тенденційних антиукраїнських публікацій. Майже до середини 1993 р. Вашингтон займав жорстку, майже ультимативну позицію щодо України. США наполягали на якомога швидшій ратифікації Договору про обмеження стратегічних та наступальних озброєнь та приєднання України до Договору про нерозповсюдження ядерної зброї (ДНЯЗ).

### 1993–1997

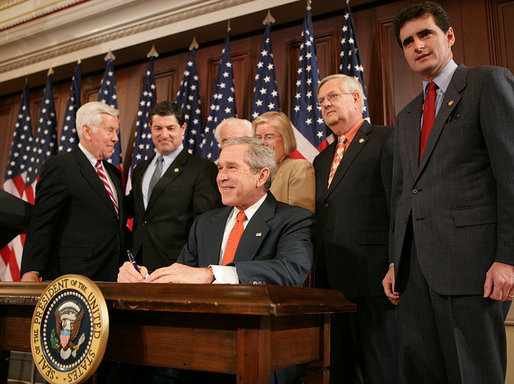
Президент США Джордж Вокер Буш підписує закон H.R. 1053 про санкціонування продовження недискримінаційного режиму для товарів з України (23 березня 2006)

Адміністрація Б. Клінтона, яка прийшла до влади в січні 1993 р., постала перед дилемою: продовжувати політику Буша чи шукати нові підходи до розбудови українсько-американських відносин. Після деяких сумнівів він обрав другий шлях. Важливу роль тут відіграли, насамперед, впливові представники Конгресу США.
У квітні 1993 Держдепартамент виступив із заявою про необхідність і невідкладність «спільного подолання кризи довіри». 9 травня того ж року Київ відвідала делегація на чолі з послом з особливих доручень, спеціальним радником Державного секретаря США із зв'язків з новими незалежними державами С.Телботом. Він заявив про бажання американської сторони розпочати новий етап у відносинах з Україною, підкреслюючи, що не тільки Білий дім, а й уся адміністрація провели інтенсивний перегляд політики США щодо України. Американська сторона запропонувала також розробити і підписати на найвищому рівні українсько-американську Хартію про партнерство, дружбу і співробітництво.
Отже, були закладені серйозні підвалини для надання українсько-американським відносинам принципово нового рівня. Важливим свідченням позитивних зрушень стало схвалення Конгресом США 30 вересня 1993 фінансової допомоги Україні в розмірі $350 млн. 24—25 жовтня 1993 Київ з офіційним візитом відвідав Державний секретар США В. Крістофер. Була, зокрема, досягнута домовленість про те, що США сприятимуть приєднанню України до Генеральної угоди з торгівлі та тарифів (ГАТТ), налагодженню конструктивного співробітництва з МВФ та МБРР. Крістофер запропонував також, щоб Україна залучалася до ініційованої США в рамках НАТО програми «Партнерство заради миру». Однак невдовзі в українсько-американських відносинах знову виникла напруженість. Вона була викликана тим, що Україна, на думку США, непослідовно і не вповному обсязі виконувала зобов'язання, взяті в Лісабоні 23 травня 1992 р. щодо договору про СНО-І.
Важливим кроком на шляху подолання цієї проблеми стала ратифікація 18 листопада 1993 р. Верховною Радою України Договору про СНО-І. Принципове значення для дальшого поліпшення українсько-американських відносин мало підписання Президентами України, США та Росії 14 січня 1994 р. Тристоронньої заяви в Москві. Це був справжній прорив у непростих відносинах, що склалися у трикутнику Україна — США — Росія. У заяві містився історичний пункт про те, що США й Росія готові надати Україні гарантій безпеки. Це дало можливість Україні 3 лютого 1994 р. зняти застереження Верховної Ради від 18 листопада 1993 р.
Ще більш динамічними і визначеними українсько-американські відносини стали після того, як на президентських виборах 1994 р. переміг Л. Кучма. Це стосувалося не тільки політичної сфери, але й, що особливо важливо — економічної співпраці.
Державний візит до США Президента Л. Кучми 19—23 листопада 1994 р. започаткував якісно новий етап міжнародного співробітництва. Основоположним політичним документом нової ери наших взаємин із США стала «Хартія українсько-американського партнерства, дружби і співробітництва», підписана у Білому домі 22 листопада 1994 р. Президентами Л.Кучмою та Б. Клінтоном. Сторони визнали, що існування вільної, незалежної і суверенної Української держави, її безпека й процвітання мають велике значення для США. 1994 рік завершився урочистим акордом Будапештського саміту ОБСЄ 5-6 грудня, на якому Україна отримала гарантії національної безпеки від США, Великої Британії, Росії, а також Франції та Китаю.
Ставши без'ядерною державою, Україна здобула вагомий міжнародний авторитет і зробила дуже важливий крок на шляху поглиблення партнерських відносин зі США. Політичні контакти двох країн набули ще більшої інтенсивності. Важливими із цього погляду були державний візит Президента США Клінтона до Києва 11-12 травня 1995 р. та робочий візит Л. Кучми до Вашингтона 20—22 лютого 1996 р. Безпрецедентним стало підписання в Києві (всупереч існуючій у США практиці) Спільної заяви президентів України і США від 11 травня 1995 р., в якій з боку США висловлено підтримку процесів демократичних і ринкових перетворень в Україні, її політичного суверенітету, територіальної цілісності.
Увага до пост'ядерної України з боку президентської адміністрації Білла Клінтона вилилася у створення 19 вересня 1996 року США та Україною міждержавної комісії на чолі з відповідно Альбертом Гором та Леонідом Кучмою. Комісія мала у своєму складі чотири комітети, які займалися питаннями зовнішньої політики, безпеки, торгівлі та інвестицій, стабільного економічного співробітництва. У спільній заяві за підсумками Першого пленарного засідання УАМК (Українсько-американської міждержавної комісії) 16 травня 1997 року США визнали Україну як центральноєвропейську державу та підтвердили надані Україні гарантії безпеки.
У той же час між США та Росією було утворено міжурядову комісію Гор — Черномирдін, що являла собою міжвідомчий орган, покликаний налагоджувати конкретні питання двосторонніх взаємин економічного та правового характеру. Порівняння цих двох комісій (міждержавної у випадку України та міжурядової у випадку Росії) свідчило про якісно різний рівень їх роботи та уваги з боку США.
Під час візиту міністра закордонних справ України Геннадія Удовенка до Вашингтону у жовтні 1996 року Україна та США визначили власні відносини як «стратегічне партнерство». І хоч надалі реалії україно-американських відносин не завжди відповідали умовам «стратегічного партнерства», рішення про його започаткування було важливим досягненням обох сторін. Невдовзі Україна посіла третє місце за кількістю виділеної іноземним країнам допомоги від Конгресу США після Ізраїля та Єгипту. Протягом 1990–2001 рр. Україна отримала від США допомоги на суму близько 2 млрд доларів.
Варто зазначити, що така посилена увага до України та зацікавленість у її розвитку з боку Заходу з'явилася не на пустому місці. За рахунок матеріальної допомоги ззовні, інвестицій та позик від Міжнародного Валютного Фонду (МВФ), Світового банку, Європейського банку реконструкції та розвитку (ЄБРР) та інших західних фінансових інституцій Україна нарешті змогла дещо призупинити розгортання внутрішньої економічної кризи. У 1996 році Верховна Рада України прийняла демократичну Конституцію. Незважаючи на суттєві розбіжності у відносинах з Росією, сторони зуміли налагодити прагматичні відносини. Результатом стало підписання у 1997 році Договору про Чорноморський флот, а також двостороннього політичного договору, в якому Росія нарешті визнала суверенність та териториальну цілісність України. Вдалося поглибити вже існуючі відносини співробітництва із Північноатлантичним альянсом.

### Розчарування Заходу (1998–2000)
І все ж цих досягнень виявилося недостатньо. З часом бачення геостратегічної важливості місця України на Заході, та особливо у США, почало змінюватися. У американської сторони на зміну самодостатньому сприйняттю потенційного впливу, який Україна могла б справляти на забезпечення безпеки в регіоні, прийшло усвідомлення того, що без внутрішнього зміцнення держави її потенціал не можна буде використати. Проте попередні тривалі розмови про «ключову роль України» дали привід українським урядовцям вважати, що до євроатлантичної спільноти можна повноправно долучитися виключно за рахунок власного геостратегічного розташування, не прикладаючи особливих зусиль для внутрішнього розвитку. Але, як з'ясувалося, наскільки ефективною не була б часом українська зовнішня політика, вона виявилася неспроможною компенсувати усі внутрішні негаразди в країні.
Тривалий час вкладаючи значні кошти в реформування свого «стратегічного партнера», США були роздратовані тим, що позитивні зрушення відбувалися занадто повільно. Можливість більш-менш рівноправного «стратегічного партнерства» між двома державами у майбутньому, яке б виправдало свою гучну назву, почала піддаватися сумніву. Якщо у 1994–1996 рр. Україну розглядали в США як досить перспективного партнера, що тимчасово перебуває у скруті, то тепер почало створюватися враження негативізму, що межувало з відштовхуванням.
США прагнули якнайскоріше вийти із стадії надання матеріальної допомоги Україні, та перейти до стадії, коли б економічні відносини між двома державами відбувалися за рахунок природного інтересу американського приватного капіталу. Україна ж виявляла свою нездатність забезпечити сприятливий інвестиційний клімат для іноземних інвесторів. Часті зміни урядів, непослідовна економічна політика, всеохопна корупція, політична нестабільність, гучні скандали за участі вищих посадових осіб остаточно розвіяли атмосферу романтизму у відносинах, присутню з часів підписання Тристороннього договору у 1994 році. Не підкріпивши гучні обіцянки успішною їх реалізацією, Україна вичерпала кредит довіри, пов'язаний з ними. Тому у США все частіше почали говорити про те, що безумовна до того допомога Україні з їх боку повинна перейти на принцип «винагороди за досягнення».
До 1994 року на Заході Україну часто називали майбутньою Югославією із ядерною зброєю. У 1994–1997 роках її успіхи давали підстави проводити аналогії з успішним прикладом Польщі у подоланні труднощів перехідного періоду. Відтепер же в Україні все частіше вбачали типову державу СНД з цілим букетом різного типу проблем, характерних для їх більшості на пострадянському просторі. Бажання України представляти собою європейську державу різко контрастувало з дійсністю. «З одного боку, зовнішні атрибути західної демократії були присутні. Проте з іншого, насправді занадто часто проявлялася її євразійська сутність». На Заході зростало невдоволення невизначеністю та непередбачливістю української «багатовекторності», яку почали розглядати як політику «маятника» від Заходу до Росії та часте намагання України покращити свої відносини з одним з них за рахунок інших. Відбувалося «шантажування» на державному рівні: якщо Україна не досягала бажаного у відносинах із одним вектором, вона натякала на можливості зосередження замість нього на іншому.
До того ж, якщо раніше з особою Президента України Л.Кучми пов'язувалися надії на швидке реформування країни та її демократизацію, то тепер в режимі його правління на Заході все частіше помічалися авторитарні тенденції. Приводом для цього стали значні порушення законодавчих норм під час президентської кампанії 1999 року. Більше того, референдум про зміну української Конституції весни 2000 року продемонстрував еволюцію -президентсько-парламентської форми державного правління у бік домінування президентської її частини.
Початок 2000 року обіцяв потепління та приніс надії на покращення стосунків України із Заходом. Перш за все це було пов'язано із тимчасовим поліпшенням політичної та економічної ситуації в країні.
Одним із найочевидніших досягнень України стало формування нелівої пропрезидентської більшості у парламенті. Стосунки між законодавчою та виконавчою владою стали конструктивнішими. Суттєво пришвидшився процес прийняття рішень, який раніше часто блокувався розбіжністю позицій президента та парламенту та намаганням кожного проводити власну політику.
Іншим досягненням стало сформування нового уряду на чолі з колишнім главою Національного банку Віктором Ющенком. Новий прем'єр-міністр України мав репутацію прозахідно налаштованого політика та одразу після приходу до влади почав здійснювати комплекс довгоочікуваних реформ. За часів прем'єрства В.Ющенка в Україні нарешті було прийнято збалансований, оснований на готівковому розрахунку бюджет; відбулася реструктуризація енергетичного сектора; проведено аграрну реформу, що сприяла підвищенню приватної ініціативи у галузі; приватизація стала прозорішою. Результати стали відчуватися майже одразу: Україна досягла позитивного зростання ВВП, спостерігався ріст у аграрній сфері та розвитку індустрії, сума зібраних податків підвищилася, були виплачені борги по зарплатах та пенсіях, рівень доходів населення почав зростати.
На жаль, політичні зміни, що призвели до позитивних економічних та соціальних зрушень, виявилися тимчасовими. Парламентська більшість розпалася невдовзі після свого сформування. Почали помічатися суттєві розбіжності у поглядах між прем'єром, який намагався проводити незалежну політику, та Президентом, який міг допустити це лише до певної міри. Реформи В.Ющенка, спрямовані на зменшення частки тіньового капіталу в українській економіці, зачіпали інтереси впливових фінансових кіл, що підтримували Л.Кучму при владі. Тому незабаром темп та розмах реформ помітно зменшився.
Тим часом на Заході хоч і відзначили успіх українських реформ, та проте підтримки тією мірою, на яку сподівалися в Києві, не було надано. Під час візитів Л.Кучми до західних столиць, а особливо до Вашингтона, українському Президентові давали зрозуміти, що винагороди за досягнення рано чекати, реформи треба продовжувати далі. В.Ющенка, який посів крісло прем'єра не без підтримки Заходу, зокрема США, було звинувачено у наданні експертам МВФ неправдивої інформації про фінансове становище України з метою отримання більших кредитів. Запланований візит В.Ющенка до США було відкладено після заяви адміністрації Б.Клінтона про те, що він відбудеться тільки після належного «очищення уряду». Таким чином, позиції В.Ющенка серед американського державного керівництва було суттєво підірвані на самому початку його прем'єрства. Протягом більшої частини терміну перебування В.Ющенка на чолі уряду (вересень 1999-грудень 2000 року) Україна була відрізана від будь-якої форми допомоги МВФ, у той час як її отримували попередні уряди В.Пустовойтенка та навіть П.Лазаренка. Складалася парадоксальна ситуація: поряд із вимогами більш інтенсивних реформ Україні було відмовлено у коштах, які були суттєво необхідними для їх проведення.
Під кінець 2000 року Україна відійшла для США на другий план. Майже вся увага була сконцентрована на власній президентській виборчій кампанії. Невизначеність ситуації із переможцями та численні несподіванки виборів призвели до того, що до України та її проблем повернулися не скоро. Тим часом обраний у цьому ж році російський президент В.Путін уже почав проводити політику, спрямовану на зближення України з Росією. У концепції зовнішньої політики, прийнятій 30 липня 2000 року, Росія вперше зробила відкриту заяву про необхідність домінування над своїми сусідами. У тексті концепції, затвердженої президентським указом, однією з цілей на майбутнє виносилося створення поясу добрих сусідів навколо Росії, «наймогутнішої євразійської сили».
Одним із перших проявів зміни зовнішньополітичного курсу стало звільнення з посади 29 вересня 2000 року Л.Кучмою під тиском Москви прозахідно налаштованого міністра зовнішніх справ Бориса Тарасюка, що мав репутацію послідовника курсу інтеграції України до НАТО та ЄС. На його місце було призначено Анатолія Зленка, першого міністра зовнішніх справ Л.Кравчука, який вважався більш прийнятним для Росії.
Як виявилося, для України наслідки байдужості Заходу були набагато сильнішими, ніж посягання на неї з боку Росії. Сподівання українських дипломатів «зіграти» на представленні «європейської України» як буфера щодо «євразійської Росії» не справдилися, адже Заходу політично та психологічно було важко зробити який-небудь остаточний вибір між партнерством з Україною та партнерством з Росією.
Кінець умовно виділеного третього етапу україно-американських відносин у часі збігся із закінченням терміну президентства Білла Клінтона. Під час його останнього візиту до України як глави американської держави 5 червня 2000 року у своїй промові він декілька разів повторював слова Т.Шевченка: «Борітеся — поборете!!!». Буквально це означало, що тільки після того, як Україна подолає свої внутрішні проблеми, можна буде говорити про поглиблення україно-американських відносин.

### 2001–2002
Прийшовши до влади, кандидат від Республіканської партії Дж. Буш перш за все відмовився від практики свого попередника створювати двосторонні комісії на чолі з віце-президентом. Таким чином, надії України на заміну комісії Кучма-Гор комісією Кучма-Чейні не справдилися. Разом з тим деякі комітети, що входили до складу комісії, залишилися працювати (комітети економіки, зовнішньої політики, оборони).
З самого початку свого президентства Дж. Буш-молодший почав проявляти жорсткість у підході до України. Саме з цього моменту заяви про стурбованість внутрішнім становищем України, а особливо станом забезпечення основних прав та свобод, зазвучали як ніколи. Про потенційну роль України у регіоні продовжували говорити, та все ж не так голосно, як раніше. Українській владі давали зрозуміти: без проведення відповідних реформ геостратегічне положення України втрачає свою цінність.
Про зміну ставлення у США до України говорив і той факт, що перший візит високопосадового представника нової президентської адміністрації Дональда Рамсфельда до України відбувся лише у червні 2001 року, через п'ять місяців після офіційної зміни влади у Вашингтоні. До того ж, перебуваючи в сусідній Польщі в середині червня, Дж. Буш не відвідав Україну, хоча про неї і йшлося у розмовах із польськими урядовцями. Україні декілька разів пропонувалося наслідувати досвід Польщі у виборі шляху розвитку. Дж. Буш також сказав, що «Польща відіграла… вельми важливу роль для України…. Польща і Сполучені Штати та інші європейські держави повинні працювати з Україною, аби допомогти їй зробити правильні рішення і правильний вибір у майбутньому. Цими рішеннями є свобода, демократія і відкриті ринки…». Критичні заяви щодо внутрішнього становища в Україні та майбутні плани НАТО щодо розширення, яке все ще не торкнулося України, пом'якшувалися розмовами про те, що «Європа, яку ми будуємо, повинна включати Україну…». Та все ж було зрозуміло, що силу власних європейських устремлінь Україні треба було ще довести.
Дж. Буш замість концентрації на проблемах України, як це робив Б.Клінтон, почав провадити політику, спрямовану на нормалізацію відносин безпосередньо з Росією. Роль, яка відводилася Україні попереднім президентом у здійсненні впливу на Росію, виявилася невитребуваною. Популярними серед нової президентської адміністрації стали концепції «русоцентричної» «школи думки», представленої Дж. Метлоком та С.Хантінгтоном. Адміністрація Дж. Буша-молодшого не відмовлялися від України, проте демонстративний інтерес до українського питання з боку США залишився позаду.

### 2003–2009
Команда Барака Обами провела ревізію відносин США із зарубіжними країнами. На тлі активних контактів Білого дому і Кремля, відносини Києва і Вашингтона виглядали млявими: створилося враження, що адміністрація США взяла паузу в україно-американських відносинах.
27-29 квітня 2009 відбувся візит в Україну першого заступника держсекретаря Джеймса Стайнберга, котрого супроводжував співробітник Білого дому Девід Ліптон, що було розцінено як сигнал, що Київ і надалі залишається для Вашингтона стратегічним партнером, а перегляд відносин Сполучених Штатів із Росією не відбуватиметься за рахунок України. Президент України Віктор Ющенко провів зустріч з Джеймсом Стайнбергом. У інтерв'ю для преси Стайнберг відмітив необхідність розвивати вже існуючі консультативні органи, поглиблювати співробітництво на основі дорожньої карти, і хартії про стратегічне партнерство. Пріоритетними питаннями відносин назвав енергетику, торгівлю і питання безпеки.
20-22 липня 2009 Віце-президент США Джозеф Байден відвідав Україну з робочим візитом. У ході переговорів Президента України Віктора Ющенка та Віце-президента США Джозефа Байдена досягнуто домовленості про створення Українсько-Американської Комісії зі стратегічного партнерства, перше засідання якої було заплановано на осінь 2009 року.

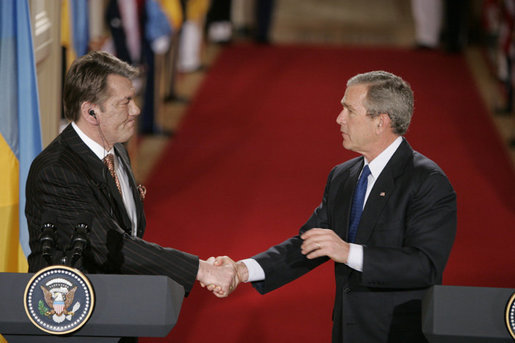
Віктор Ющенко зустрічає тодішнього президента США Джорджа Буша. Квітень 2005, прес-конференція
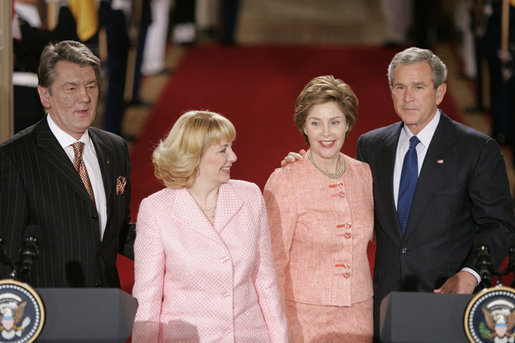
Віктор Ющенко, Катерина Ющенко, Джордж Вокер Буш, Лора Буш. Квітень 2005, прес-конференція
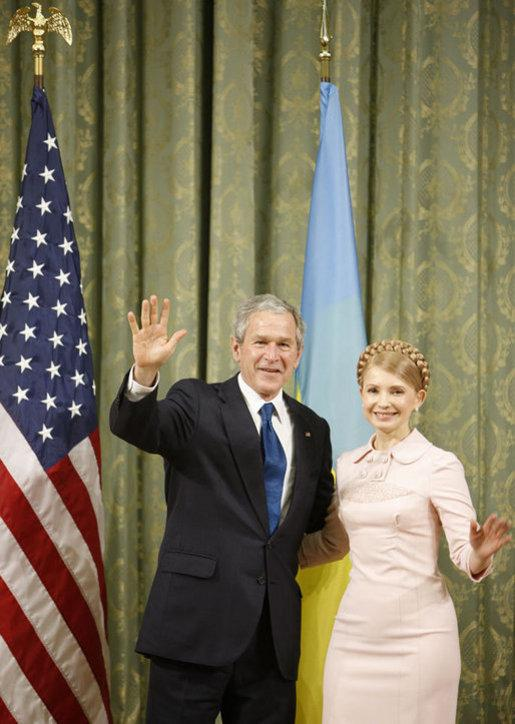
Юлія Тимошенко та Джордж Вокер Буш, 2008
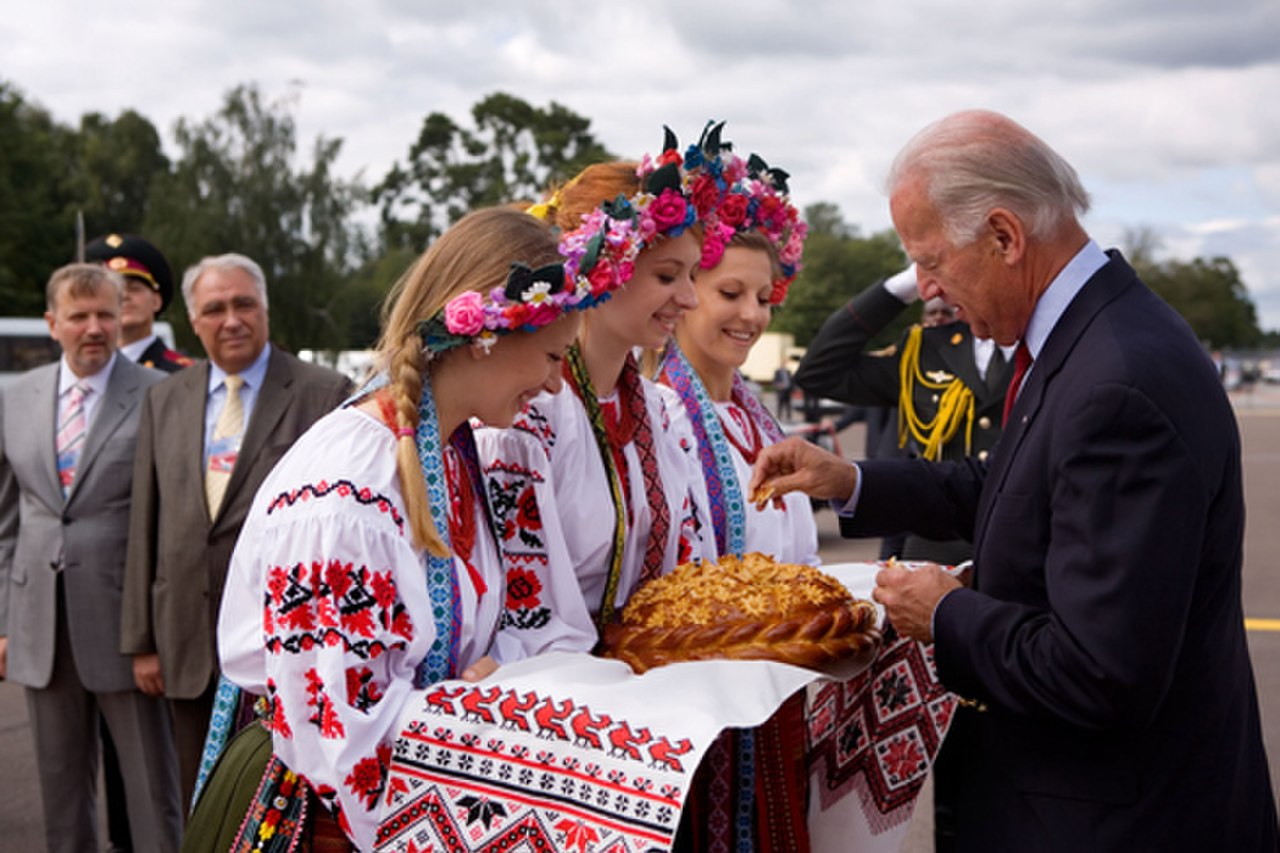
Віце-президент США Джо Байден у Києві, 20 липня 2009

### 2010–2012
Після приходу до влади в України проросійської команди президента Віктора Януковича українсько-американські стосунки позначилися похолоданням. Криза у відносинах поглибилася після арешту колишнього прем'єра Юлії Тимошенко та представників її колишнього уряду.
22 вересня 2012 року Сенат США схвалив резолюцію № 466 по Україні, в якій засуджував дії адміністрації президента Віктора Януковича, спрямовані на політично мотивоване ув'язнення колишнього прем'єра Юлії Тимошенко. Сенат США закликав адміністрацію Януковича негайно звільнити Тимошенко й інших політичних ув'язнених. Також сенат попрохав ОБСЄ чинити багатосторонній дипломатичний тиск на Януковича, щоб звільнити Тимошенко, і закликав Державний департамент США видати заборону на видачу віз тим, хто відповідальний за ув'язнення Тимошенко й погане поводження з нею. Згідно з документом, резолюція була доповненням до міжнародного аналізу й протестів із приводу порушень, які відбувалися в Україні. У відповідь МЗС України зазначило, що вважають недоцільним коментувати резолюцію, оскільки вона була прийнята у «сумнівний спосіб» і має декларативний, не обов'язковий характер. Також МЗС України звинуватило прихильників Тимошенко у дискредитації країни.

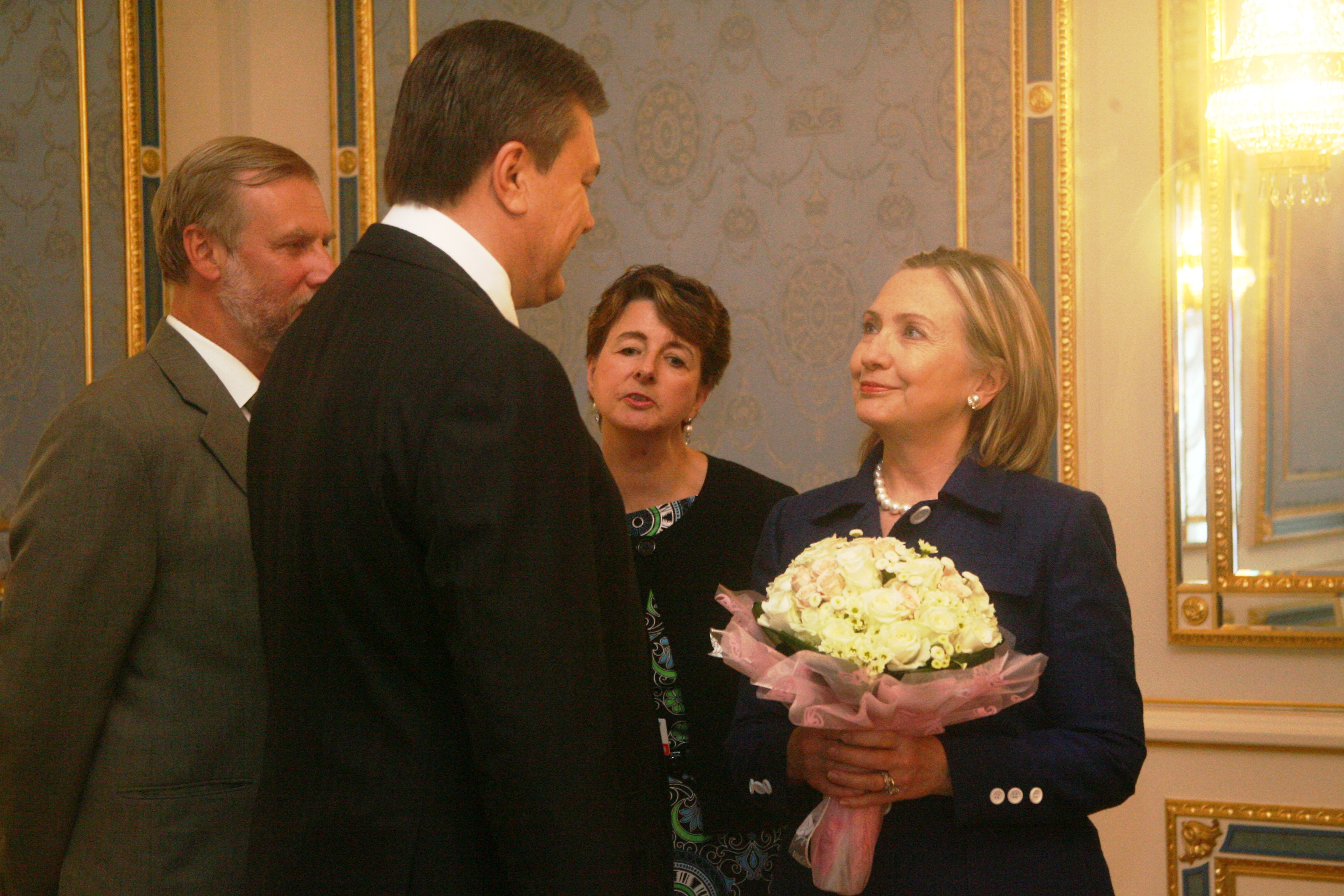
Державний секретар США Гілларі Клінтон вітає Віктора Януковича в Києві, 2 липня 2010
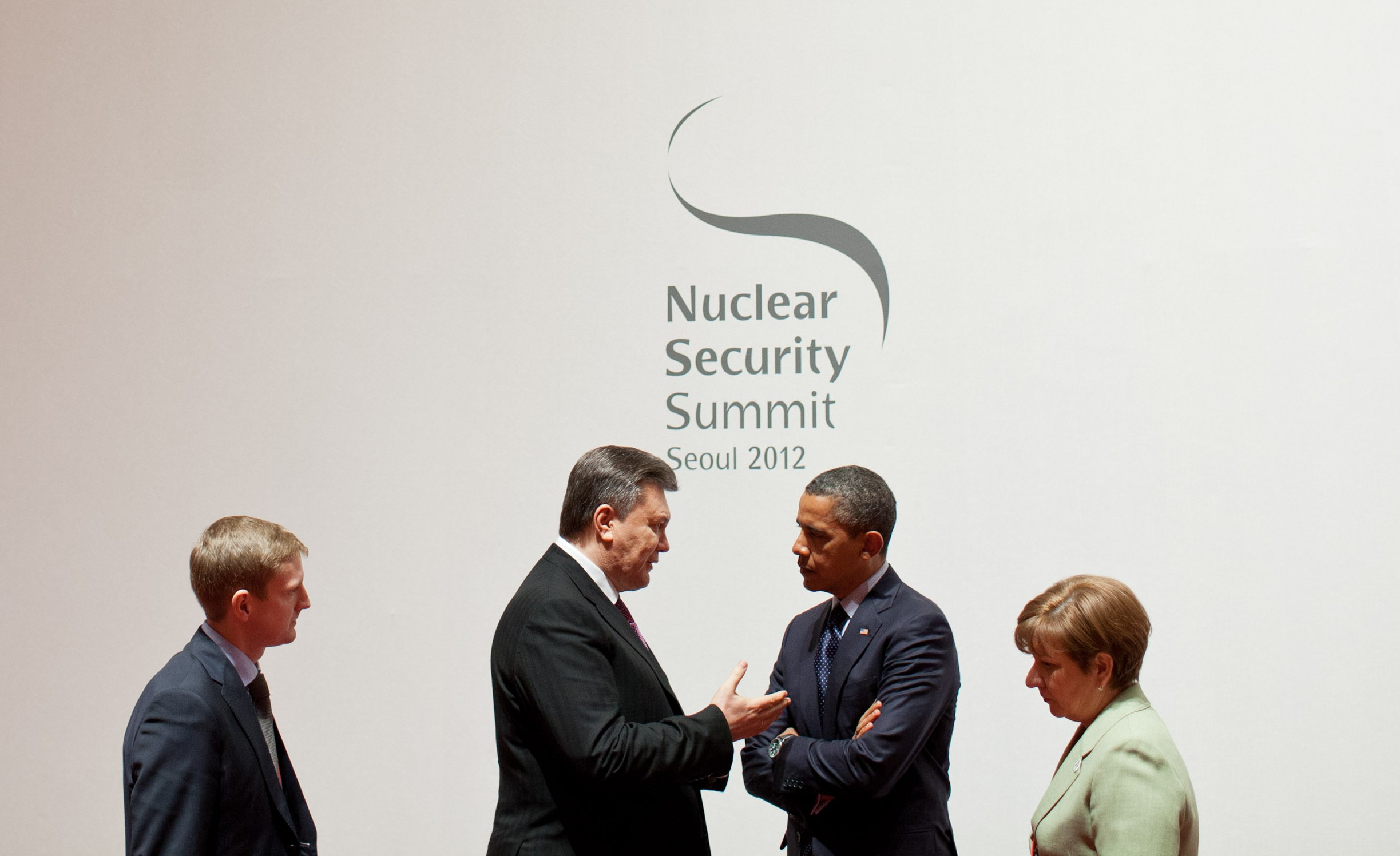
Барак Обама розмовляє з Віктором Януковичем. Саміт з ядерної безпеки, Сеул, 2012

### 2013−2018

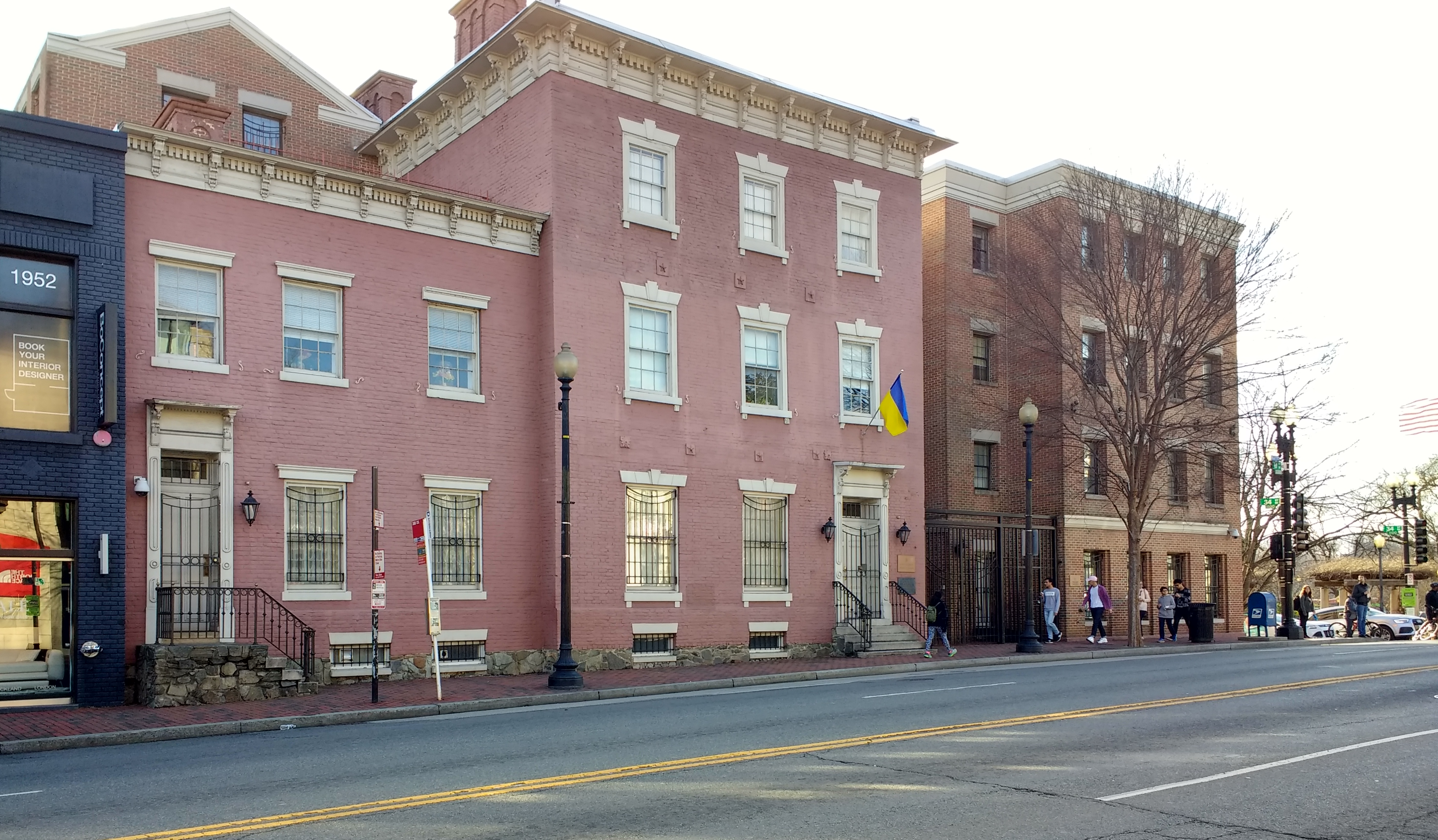
Посольство України у Вашингтоні, США, 2018

Уряд і Конгрес США виступили з критикою репресивних дій адміністрації президента Віктора Януковича, спрямованих на придушення громадського руху за Євроінтеграцію України восени-взимку 2013 року. Сенат США і Державний департамент США засудили застосування насильства проти мирних демонстрантів у Києві 30 листопада, 1 грудня і 11 грудня 2013 року. Після перемоги Революції гідності, США надали революційному уряду України всебічну допомогу. Колишнього президента Януковича було занесено у санкційні списки. 18 грудня 2014 року президент Барак Обама підписав «Закон про підтримку свободи України».
20 квітня на Яворівському полігоні розпочались спільні українсько-американські навчання під керівництвом десантників 173-ї бригади США у рамках місії «Безстрашний гвардієць-2015» (англ. Fearless Guardian-2015), що триватимуть півроку. За цей час американські фахівці планують підготувати приблизно 900 військовослужбовців Національної гвардії, спецпідрозділів та військових частин.
7 листопада 2015 року неподалік Конгресу США у Вашингтоні відбулася церемонія відкриття Меморіалу жертвам українського Голодомору . Конгресмени Сандер Левін і Марсі Каптур та дружина президента України Марина Порошенко взяли участь в урочистостях. З нагоди відкриття пам'ятника у приміщенні Вашингтонського центрального вокзалу відкрилась виставка, присвячена Голодомору в Україні .

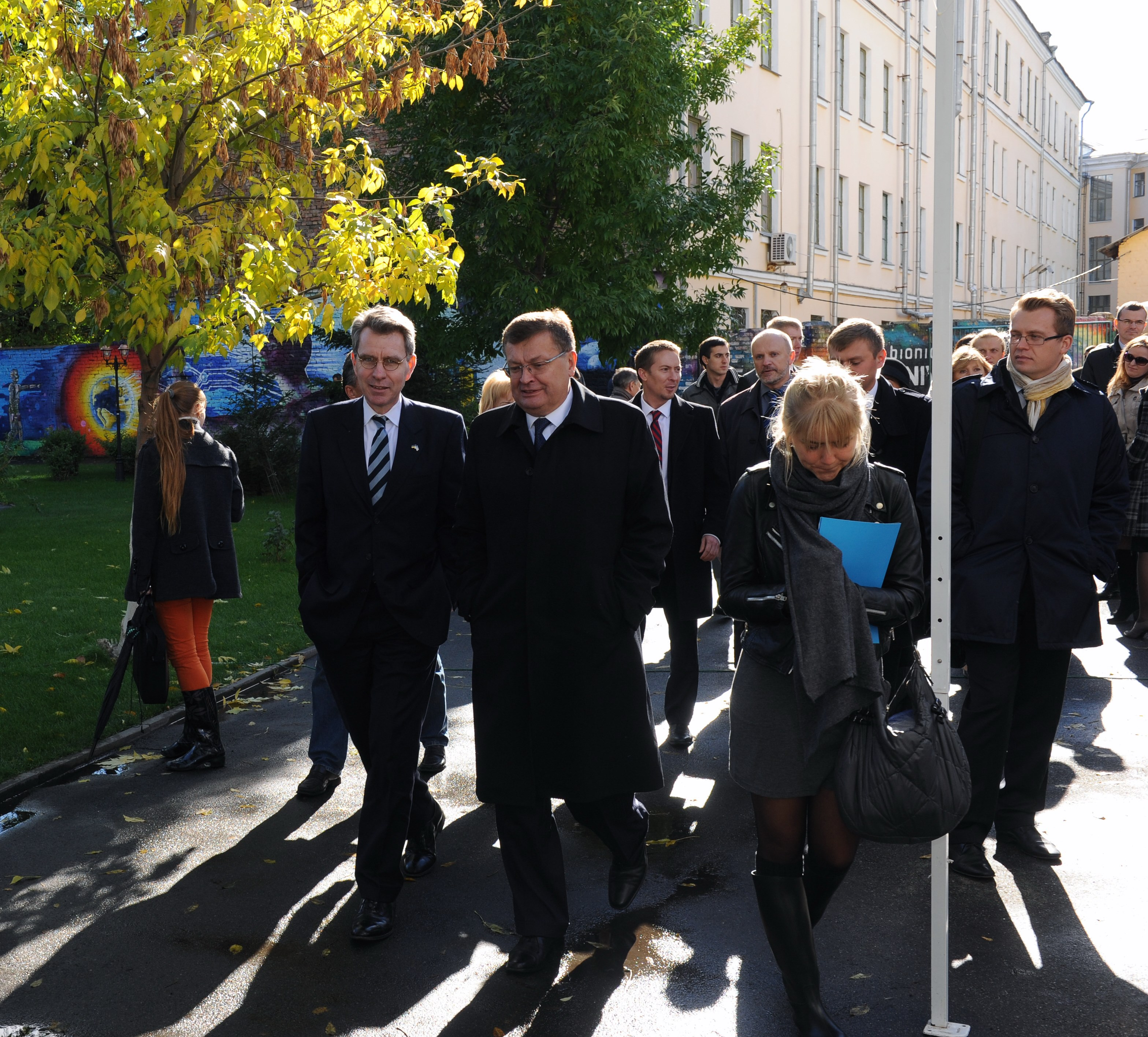
Церемонія відкриття BIONIC University. Віце-прем'єр-міністр України Костянтин Грищенко та посол США в Україні Джеффрі Р. Пайєтт, 27 вересня 2013
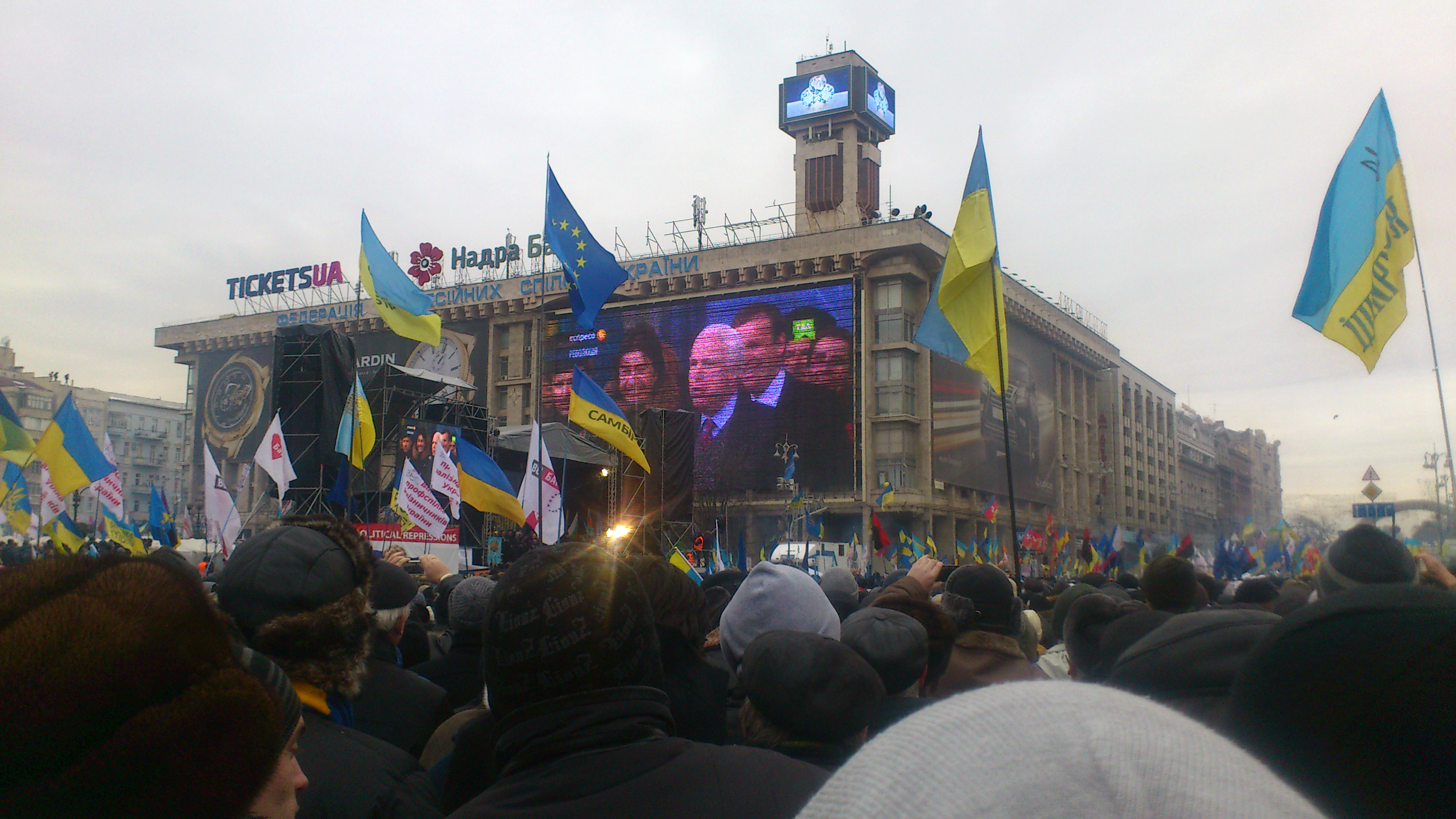
Сенатор США Джон Маккейн виступає на Євромайдані, 15 грудня 2013
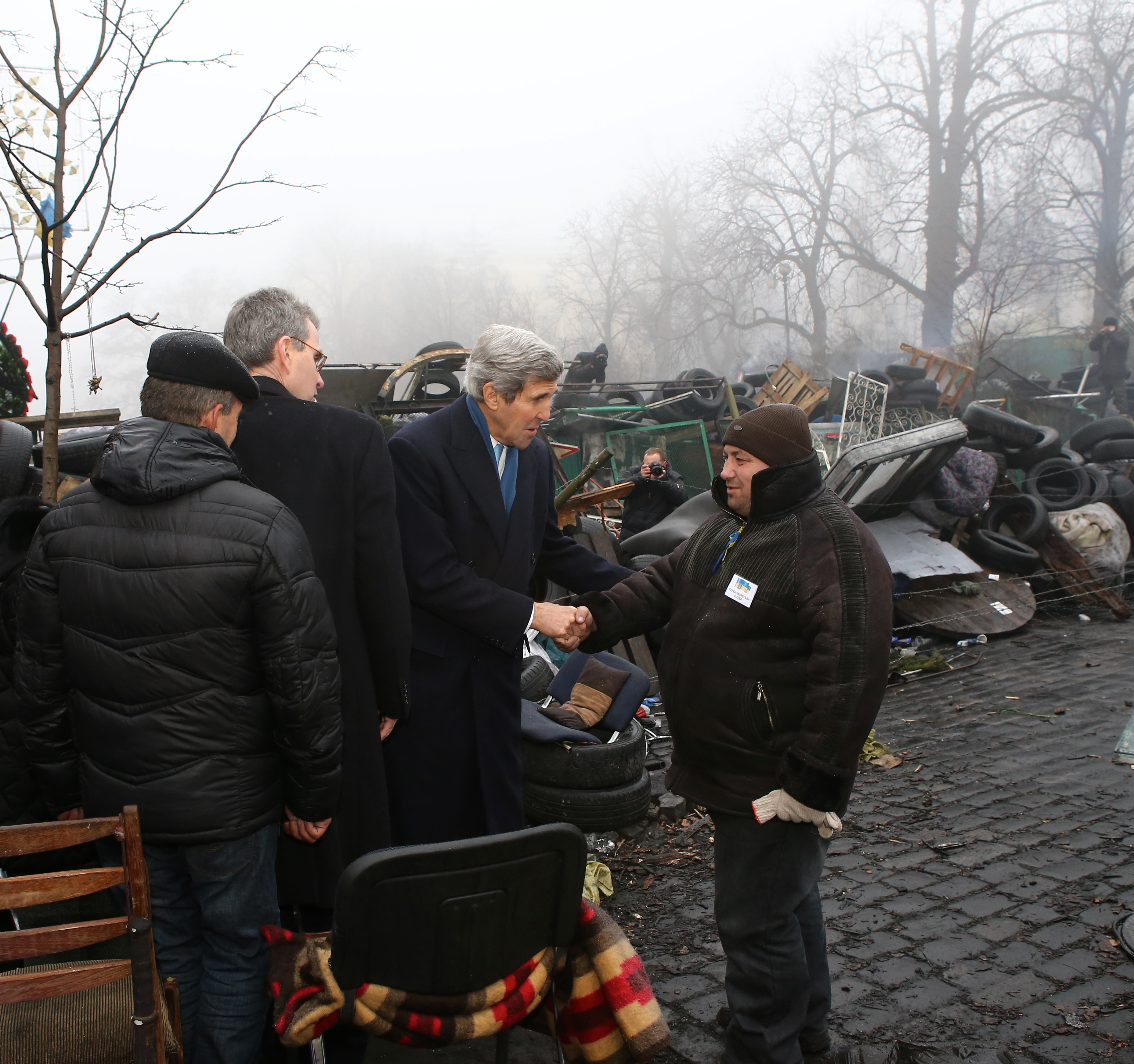
Голова Держдепу Джон Керрі на Євромайдані, 4 березня 2014
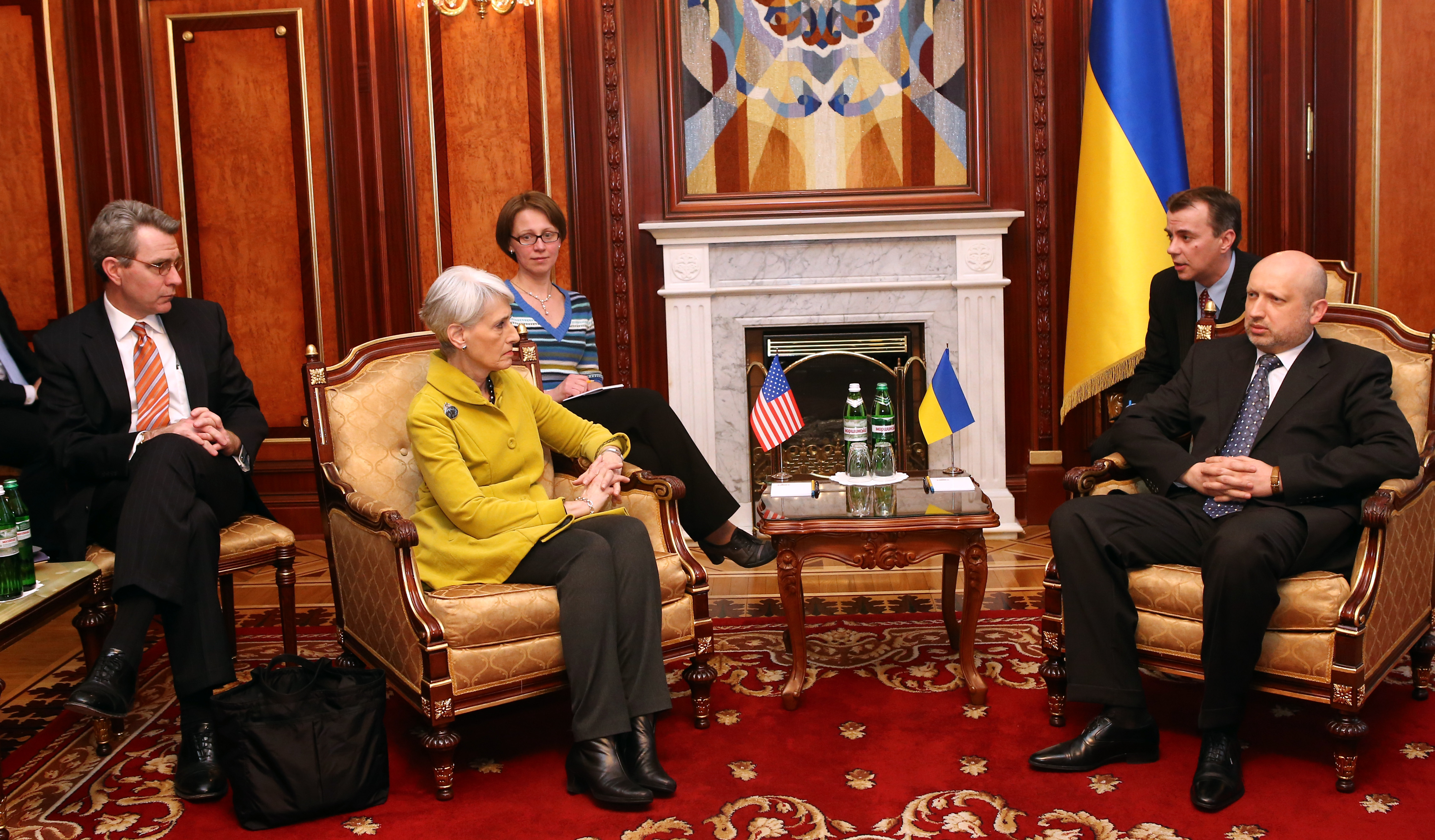
Зустріч посла Джефрі Паєта з в. о. президента Олександром Турчиновим, 20 березня 2014
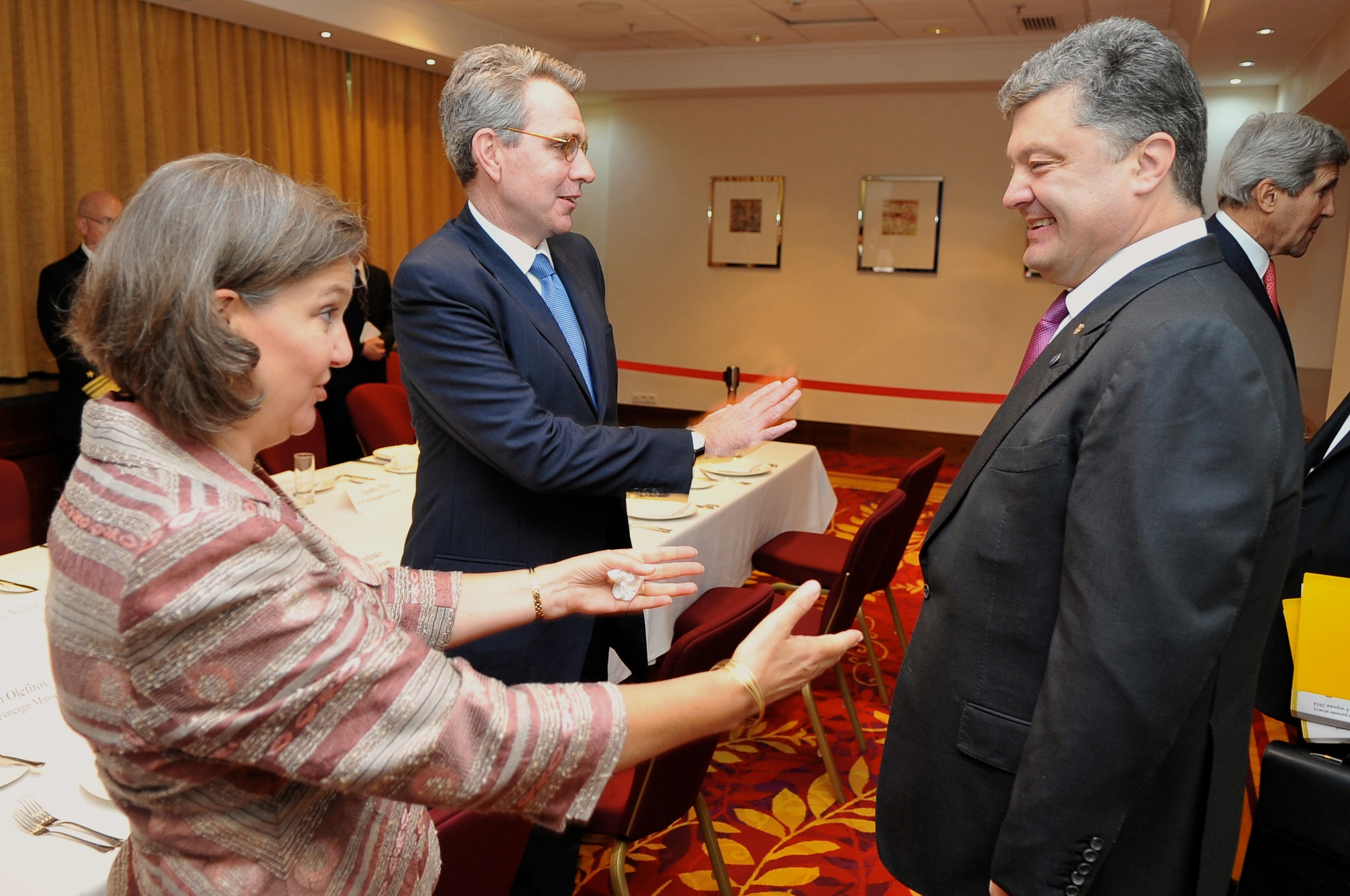
Вікторія Нуланд і Джеффрі Пайєтт вітають новообраного Президента України Петра Порошенка перед його зустріччю з Джоном Керрі у Варшаві, 4 червня 2014
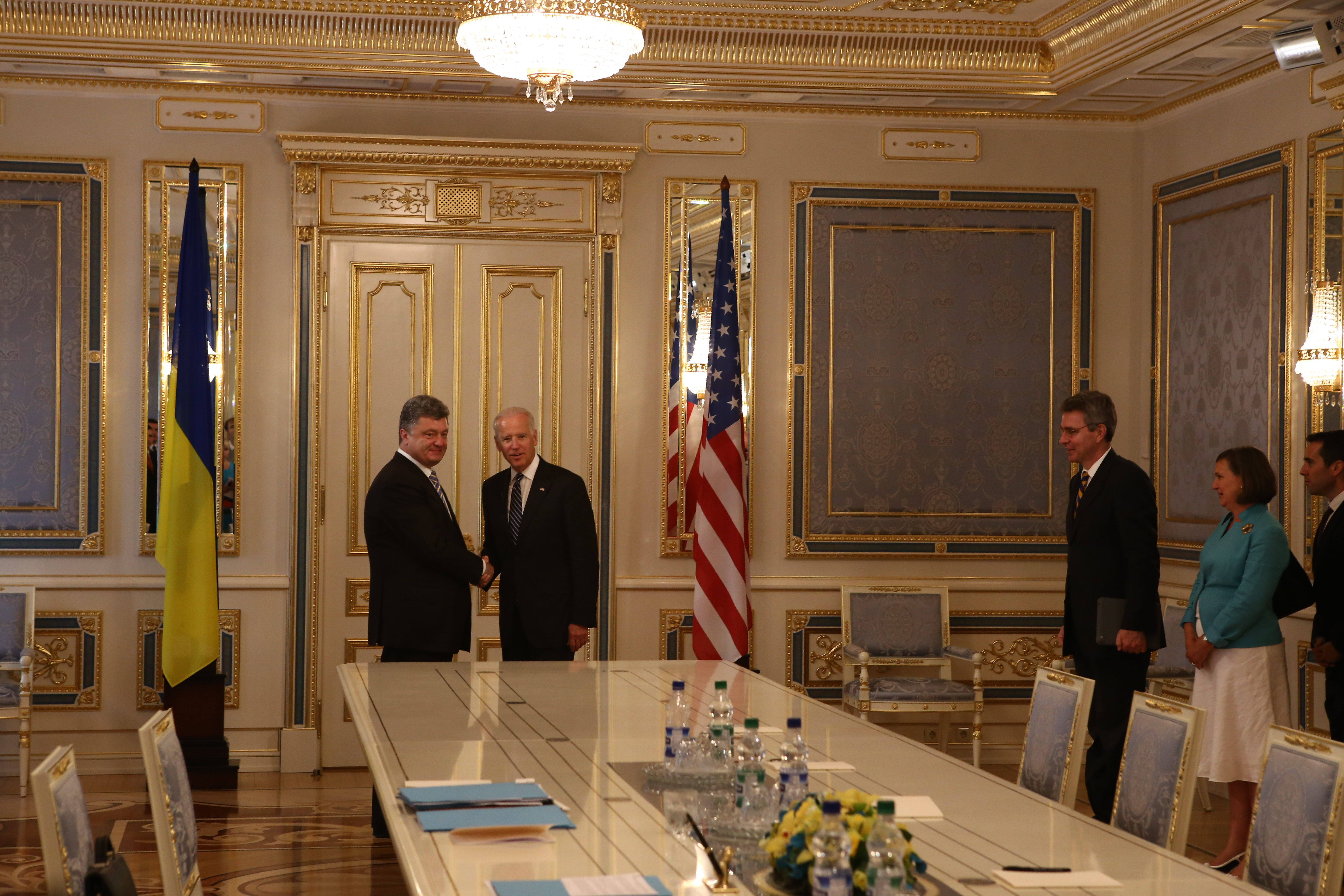
Зустріч з віце-президентом США Джо Байденом у день інавгурації Президента України, 7 червня 2014
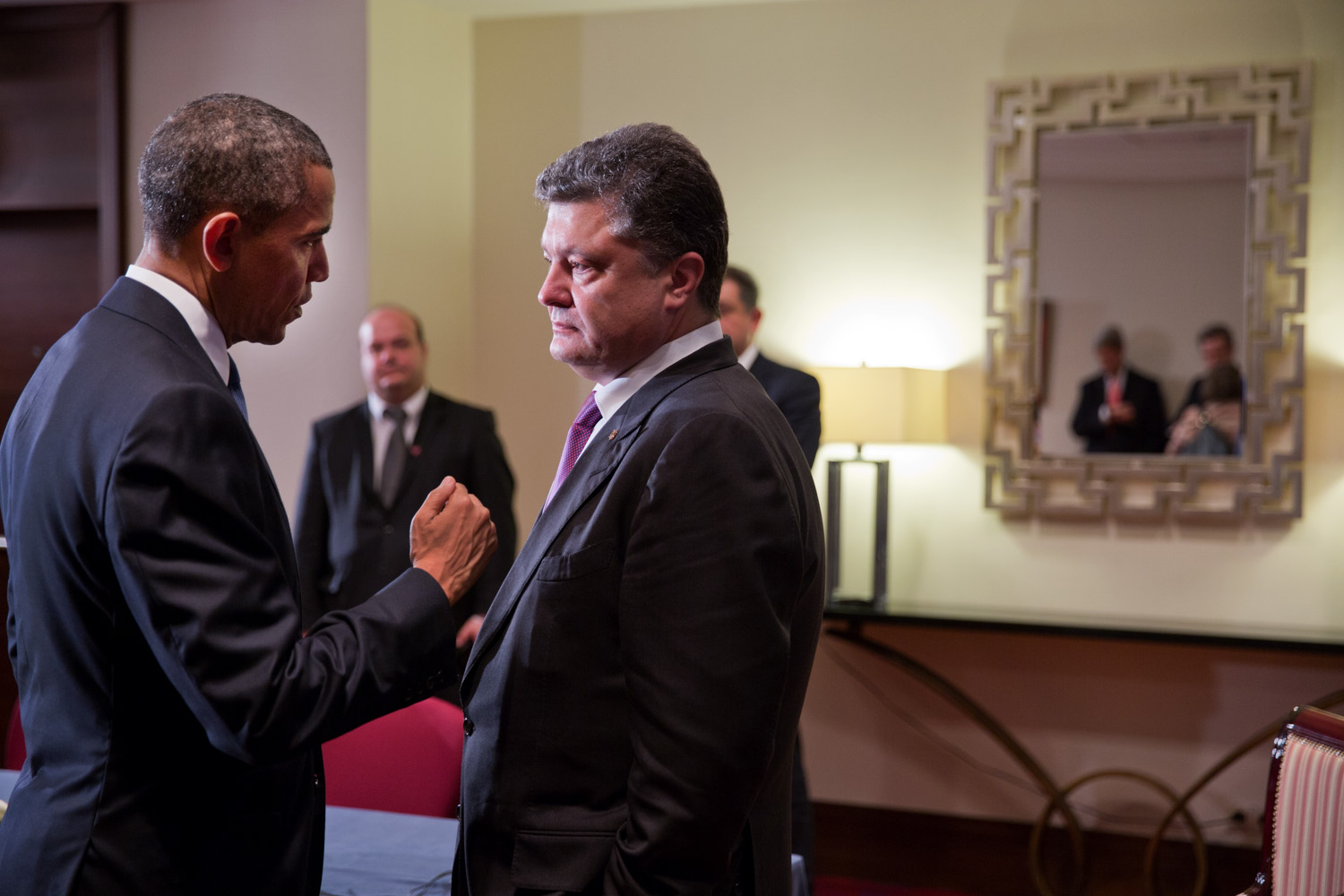
Президент США Барак Обама зустрічається з Петром Порошенком, 7 червня 2014
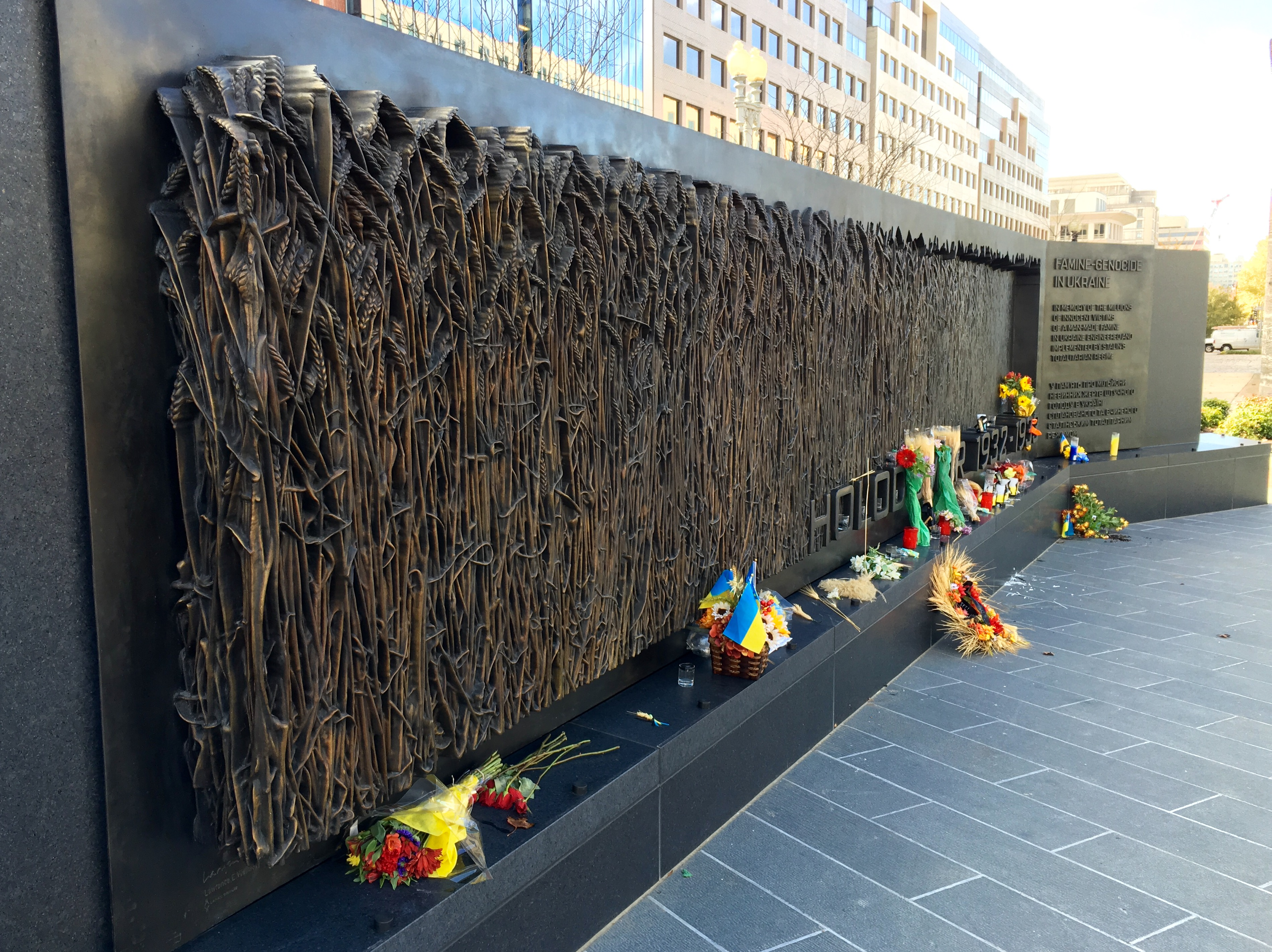
Меморіал жертвам українського Голодомору відкритий 7 листопада 2015 неподалік Конгресу США у Вашингтоні
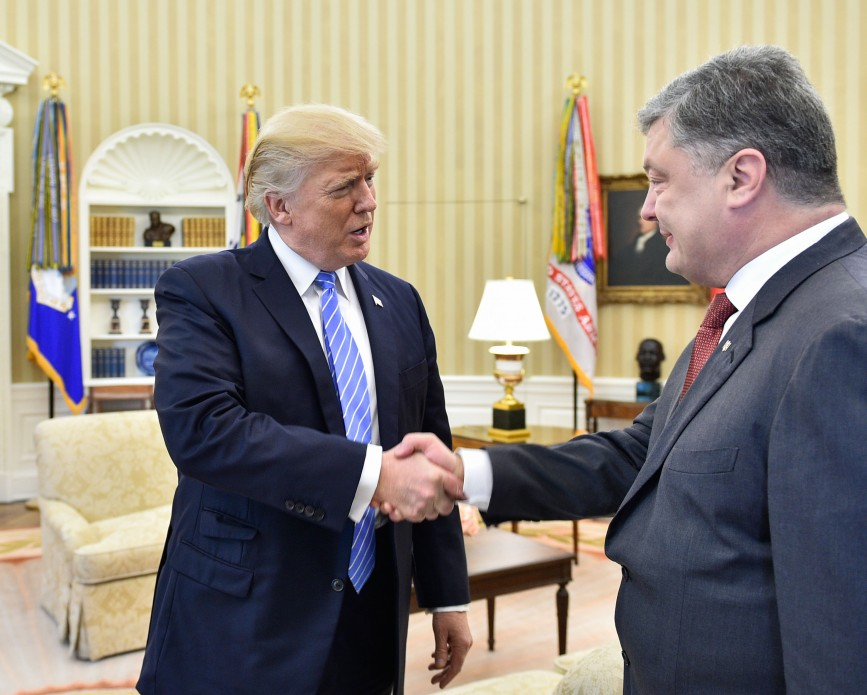
Зустріч Президентів України та США у 2017 році

### 2022−2024
Із часу початку повномасштабного вторгнення Росії до України 24 лютого 2022, США стали найбільшим партнером України завдяки виділеній гуманітарній, економічній та військовій допомозі. 
Палата представників США та Сенат США схвалили надання Україні 61 млрд доларів допомоги.

## Військова допомога та співпраця
Військова допомога від США надходила у рамках деяких програм
- програма президентських повноважень (presidential drawdowns), яка дозволяє Білому дому передавати зброю та обладання зі запасів та складів США, за наявності коштів як відповідь на «непередбачену надзвичайну ситуацію»[29][30].
- програма фінансування армії інших країн (Foreign Military Financing, FMF), що дозволяє США надавати кредити та позики країнам, аби ті купували зброю у США[31].

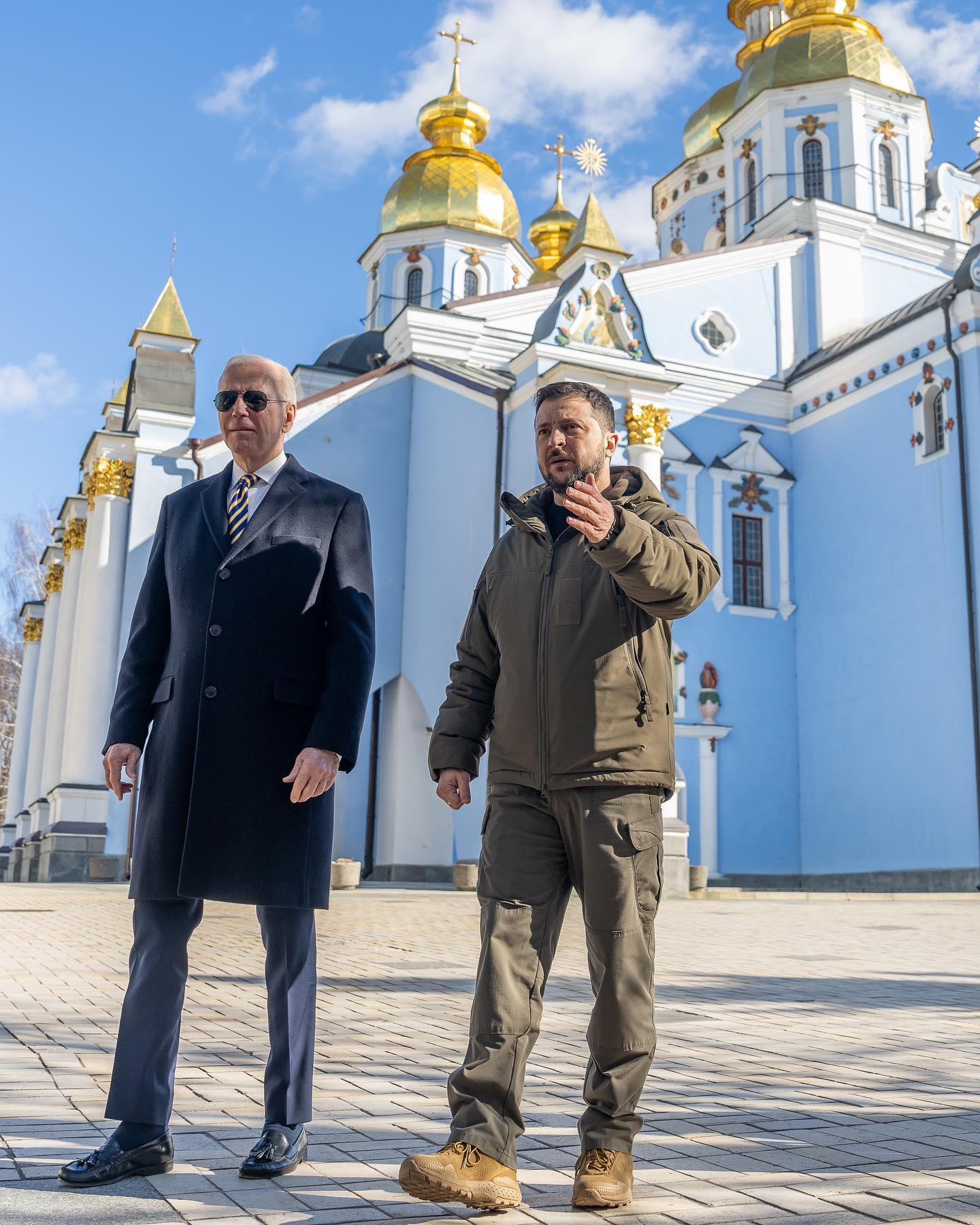
Візит Джо Байдена в Україну, 20 лютого 2023, Київ

24 квітня 2024 року Президент США Джо Байден підписав  закон, який  передбачає, зокрема, виділення 61 мільярда доларів для України. 
13 червня Президент України Володимир Зеленський та Президент США Джо Байден підписали двосторонню безпекову угоду терміном на 10 років, яка може бути продовжена сторонами.
Станом на 3 липня 2024 року, США надали війської допомоги обсягом $51.4 мільярдів після початку повномасштабного вторгнення Росії в Україну.

## Економічні відносини
Наприкінці жовтня 2018 року до України вирушає перша офіційна торговельна місія США. Американські бізнесмени шукатимуть можливості для інвестування в економіку України, зокрема для участі у приватизації українських підприємств. Це перша сертифікована торгова місія, яка прибуває з США до України. Також заступник міністра міжнародної торгівлі США зазначив, що інвестиції в Україну є одним з важливих напрямів американського бізнесу.

## Договірно-правова база
За станом на 1 травня 2009 р. існує майже 120 підписаних і готових до підписання угод та інших спільних документів.

## Побратимські та партнерські зв'язки між містами України та США
- Богодухів (Харківська область) — Боєртаун (штат  Пенсильванія);
- Бровари (Київська область) — Рокфорд (штат  Іллінойс);
- Вінниця — Бірмінгем (штат  Алабама);
- Горлівка (Донецька область) — два міста: Пенсакола (штат  Флорида), Баффало (штат  Нью-Йорк (штат));
- Долина (Івано-Франківська область) — Прері-Вілідж (штат  Канзас);
- Дніпро — Амарилло (штат  Техас), Гранд-Рапідс (штат  Мічиган);
- Донецьк — Піттсбург (штат  Пенсильванія);
- Дрогобич (Львівська область) — два міста: Мускатін (штат  Айова), Баффало (штат  Нью-Йорк (штат));
- Івано-Франківськ — Арлінгтон (штат  Вірджинія);
- Калуш (Івано-Франківська область) — Гранд-Прері (штат  Техас)
- Канів (Черкаська область) — Сонома (штат  Каліфорнія);
- Київ — Чикаго (штат  Іллінойс);
- Краснодон — Бірмінгем (штат  Алабама);
- Львів — два міста: Корнінг (штат  Нью-Йорк (штат)) та Парма (штат  Огайо);
- Одеса — Балтимор (штат  Меріленд);
- Полтава — Айрондеквойт (штат  Нью-Йорк (штат));
- Сміла (Черкаська область) — Ньютон (штат  Айова);
- Тисмениця (Івано-Франківська область) — Бандера (штат  Техас);
- Ужгород — Корваліс (штат  Орегон);
- Харків — Цинциннаті (штат  Огайо);
- Хмельницький — Модесто (штат  Каліфорнія);
- Чернівці — Солт-Лейк-Сіті (столиця штату  Юта);
- Чигирин (Черкаська область) — Себастопол (штат  Каліфорнія).

### Меморандуми та угоди про дружбу та співробітництво
- Бахмут (Донецька область) — Омаха (штат  Небраска);
- Бердянськ (Запорізька область) — Лоуелл (штат  Масачусетс);
- Бережани (Тернопільська область) — Везерсфілд (штат  Коннектикут);
- Калуш (Івано-Франківська область) — Літл-Рок (штат  Арканзас);
- Кам'янець-Подільський (Хмельницька область) — Атенс (штат  Джорджія);
- Горі́шні Пла́вні (Полтавська область) — Ітака (штат  Нью-Йорк (штат));
- Конотоп (Сумська область) — два міста: Гелена (центр округу Льюіс і Кларк, столиця штату  Монтана) та Скокі (штат  Іллінойс);
- Корсунь-Шевченківський (Черкаська область) — Маршалтаун (штат  Айова);
- Кременчук (Полтавська область) — Провіденс (штат  Род-Айленд);
- Миргород (Полтавська область) — Рандольф (штат  Вермонт);
- Рубіжне (Луганська область) — Луїзвіль (штат  Кентукі);
- Світловодськ (Кіровоградська область) — Спрингфілд (штат  Іллінойс);
- Сімферополь (АРК) — Сейлем (штат  Орегон);
- Славутич (Київська область) — Річленд (штат  Вашингтон (штат));
- Тернопіль — Йонкерс (штат  Нью-Йорк (штат));
- Умань (Черкаська область) — Девіс (штат  Каліфорнія);
- Херсон — Кент (штат  Вашингтон (штат));
- Черкаси — два міста: Де-Мойн (центр округу Полк, столиця штату  Айова) та Санта Роза (центр округу Сонома, штат  Каліфорнія).
- Шпола (Черкаська область) — Оскалуса (штат  Айова);
- Житомирська область —  штат  Індіана;
- Львівська область —  штат  Каліфорнія;
- Хмельницька область —   Міссісіпі (штат);